# Fjodor Lishajko

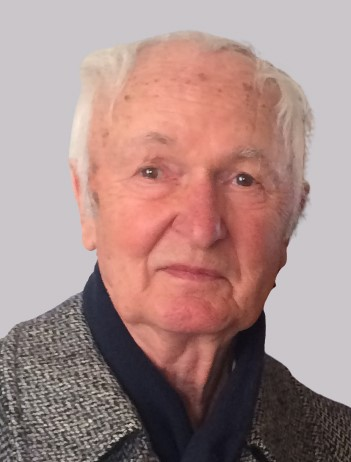
Fjodor Lishajko

Fjodor Lishajko, född 21 februari 1932 i Kamjanets-Podilskyj, Ukrainska SSR, Sovjetunionen
, död 14 september 2021 i Lidingö, Stockholms län var en svensk biokemist. 
Fjodor Lishajko föddes i byn Veselets belägen i regionen Kamjanets Podolskyj i Ukraina. I Veselets ägde föräldrarna ett jordbruk som kollektiviserades år 1934 varefter familjen deporterades till Karelen i den norra delen av dåvarande Sovjetunionen. I samband med Fortsättningskriget mellan Finland och Sovjetunionen 1941–1944 hamnade familjen i det område i östra Karelen som ockuperades av Finland. Efter kriget bodde familjen i kustbygderna i Finland och år 1947 tog sig Fjodor Lishajko och hans familj till Sverige som flyktingar. Han utbildade sig till kemiingenjör vid Stockholms Tekniska Institut och anställdes som forskningsingenjör vid Fysiologiska institutionen, Karolinska Institutet där han stannade till sin pensionering. 
Fjodor Lishajko forskade om separation och analys av ett antal hormoner och signalsubstanser samt deras kemiska och fysiologiska egenskaper. Han disputerade 1971 på en avhandling om utsöndring och upptag av katekolamin i binjurar  och utnämndes till docent. De i avhandlingen ingående studierna samt ytterligare ett antal arbeten ingick i den genom Ulf von Euler 1970 nobelprisbelönade forskningen om binjurehormoner. Viktiga upptäckter har publicerats i de högt ansedda tidskrifterna Nature     och Science. 
De sammanlagt 66 publikationer där Fjodor Lishajko är författare eller medförfattare är citerade sammanlagt 1848 ggr, hans h-index är 22. Särskilt uppmärksammade är två metodarbeten avseende bestämning av katekolaminer med fluorimetri   citerade 199 respektive 659 gånger.